# Крими, Соня
Соня Крими (фр. Sonia Krimi; род. 20 декабря 1982, Тунис) — французский политик тунисского происхождения, депутат Национального собрания Франции (2017–2022).

## Биография
Дочь Райема Крими (R’haiem Krimi), бывшего владельца магазина в общине Крими, в 5 километрах от селения Айн-Драхам в Тунисе. Окончила начальную школу в пригороде города Тунис Эттахрир, среднее образование получила в Небёре в Северо-западной провинции Туниса и в лицее города Эль-Кеф, где окончила бакалавриат. В 2005 году получила степень магистра в высшей коммерческой школе города Мануба, после чего уехала во Францию, где уже жил её отец, пять лет спустя получила докторскую степень по управлению в Тулонском университете, также обладает двумя степенями магистра — по менджменту, финансам и стратегическому контролю, а также по международной торговле. Преподавала в Парижском университете предпринимательскую стратегию и менеджмент, работала консультантом в ядерной промышленности. В 2012 году поселилась в департаменте Манш на полуострове Котантен.
В 2012 году получила французское гражданство.
Заинтересовалась движением Вперёд, Республика! (LREM) с момента его основания.
На парламентские выборы 2017 года пошла как сторонница президентского большинства Эмманюэля Макрона, однако в 4-м избирательном округе департамента Манш победила в двух турах голосования официального кандидата партии Вперёд, Республика! Блэза Мистлера (Blaise Mistler) (критики назвали Крими одним из депутатов с наихудшими электоральными показателями — во втором туре за неё проголосовали только 17,6 % зарегистрированных избирателей).
Вошла во фракцию партии «Вперёд, Республика!», является членом Комиссии по иностранным делам.
В числе пятнадцати «диссидентов», принадлежащих к левому крылу правящей партии, выступила против законопроекта об иммиграции, предложенного министром внутренних дел Жераром Коллоном. В сентябре 2018 года, после перехода председателя Национального собрания Франсуа де Рюжи в правительство, она поддержала кандидатуру Барбары Помпили на освободившийся пост. Вскоре после этого она взяла бразды правления «социального полюса» — неофициальной группы «левых макронистов» из примерно 30 депутатов, первоначально сформировавшейся вокруг Брижитт Бургиньон. В июне 2019 года Крими вошла в состав «Социал-демократического коллектива» из двух десятков депутатов от левого крыла LREM. Ранее она собиралась присоединиться к новой парламентской группе «Свободы и территории», но нашла ту слишком уклоняющейся вправо.
На выборах в Национальное собрание в 2022 году Соня Крими вновь баллотировалась в четвертом округе департамента Па-де-Кале от президентского большинства, но потерпела поражение от кандидата левого блока NUPES Анны Пик во втором туре, набрав 48,4 % голосов.